# Henri Lannoy
Henri Lannoy (Waver, 27 maart 1815 – Saint-Ghislain, 12 november 1885) is een Belgisch componist, muziekpedagoog en dirigent.
Deze bekende dirigent van verschillende blaasorkesten was leraar aan diverse instellingen en directeur van de muziekschool te Boussu. Als dirigent veroverde hij met zijn muziekverenigingen vele prijzen op wedstrijden en toernooien. Ook als componist schreef hij meerdere werken voor harmonie- en fanfareorkesten. 